# زايرعباسي (خورموج)
زايرعباسي (بالفارسية: زایرعباسی) هي قرية تقع في إيران في قسم خورموج الريفي. يقدر عدد سكانها بـ 54 نسمة بحسب إحصاء 2016.